# Zaimki w języku angielskim
Zaimki w języku angielskim – formy gramatyczne służące do zastępowania nazw osób i przedmiotów w języku angielskim. Angielskie zaimki dzielą się na osobowe (związane z poszczególnymi osobami gramatycznymi) i nieosobowe, których postać i funkcja nie zależy od osoby gramatycznej. Zaimki osobowe mogą występować w funkcji podmiotu i dopełnienia, co jest reliktem z czasów, kiedy w języku angielskim występował system przypadków. Zaimki dzierżawcze są dwojakiego rodzaju: w funkcji określnika i w funkcji przydawki. Ta druga grupa zwana jest niekiedy przymiotnikami dzierżawczymi, choć część gramatyków uznaje tę nazwę za nietrafną. Zaimki nieosobowe obejmują grupę zaimków nieokreślonych, względnych i pytających.

## Przegląd angielskich zaimków osobowych
Poniżej przedstawiono zaimki osobowe we wszystkich funkcjach dla wszystkich osób:
|                     | Mianownik         | Dopełnienie        | Zaimki zwrotne                     | Przymiotniki dzierżawcze | Zaimki dzierżawcze     |
| ------------------- | ----------------- | ------------------ | ---------------------------------- | ------------------------ | ---------------------- |
| 1st pers. sing.     | I                 | me                 | myself                             | my                       | mine                   |
| 2nd pers. sing./pl. | you               | you                | yourself/yourselves                | your                     | yours                  |
| 3rd pers. sing.     | she, he, they, it | her, him, them, it | herself, himself, themself, itself | her, his, their, its     | hers, his, theirs, its |
| 1st pers. pl.       | we                | us                 | ourselves                          | our                      | ours                   |
| 3rd pers. pl.       | they              | them               | themselves                         | their                    | theirs                 |

## Zaimki osobowe
Zaimka używa się w zastępstwie osoby lub rzeczy, jeśli określają coś lub kogoś znanego odbiorcy. W języku angielskim wszystkie zaimki oprócz it odnoszą się do osób.
| Osoba | Liczba pojedyncza                | Liczba mnoga |
| ----- | -------------------------------- | ------------ |
| 1     | I /aɪ/                           | we /wiː/     |
| 2     | you /juː/ /jə/                   | you          |
| 3     | - he /hiː/ - she /ʃiː/ - it /ɪt/ | they /ðeɪ/   |

Zgodnie z angielskimi konwencjami ortograficznymi zaimek I należy pisać dużą literą.
W języku angielskim używa się zaimka you, który może odpowiadać zarówno polskim ty, wy, jak również pan, pani, państwo. Można użyć jednak w zdaniu z you zwrotów grzecznościowych, np. sir czy madam: Could you open this window, sir? → Mógłby Pan otworzyć to okno?
Ominięcie zaimka osobowego nie jest możliwe w starannych formach angielszczyzny standardowej, jednak w ogólnym stylu potocznym tak zaimki osobowe w funkcji podmiotu, jak i niektóre czasowniki posiłkowe na początku zdania bywają pomijane: Can't help you, I'm afraid → Przykro, nie mogę pomóc. Seen Sheila? = Have you seen Sheila?

### Dwa zaimki obok siebie
Gdy dwa zaimki występują koło siebie i są połączone spójnikiem and, niezależnie, czy w funkcji podmiotu, czy dopełnienia, stosowane są następujące reguły:
- Jeśli występuje zaimek I, me, uprzejmość wymaga, by nie postawić go na pierwszym miejscu: My wife and I → moja małżonka i ja, you and I → ty i ja
- Z tych samych powodów pierwszeństwo ma zaimek you: you and your family → ty i twoja rodzina, you and her → ty i ona
- Kiedy zdanie zawiera zaimek I i np. you, punktem odniesienia jest we: You and me have met before, haven't we?
- W innych przypadkach, jeśli zdanie zawiera zaimek you, punktem odniesienia jest you: If you and your son meet me tomorrow, I'll show you the town → Jeśli jutro odwiedzi mnie pan z synem, pokażę wam miasto.
- W innych przypadkach odnośnikiem jest they: Ann and Paul live in Chipping Sodbury, they know the town like the back of their hand → Anna i Paul mieszkają w Chipping Sodbury. Znają to miasto jak własną kieszeń.

### It
Zaimek it odnosi się nie tylko do rzeczy, można używać go również w odniesieniu do zaimków nieokreślonych, takich jak nothing, anything, everything: Nothing happened, did it? → Nic się nie stało, czyż nie? Może również odnosić się do faktu bądź sytuacji: Our passports were stolen. It completely ruined our holiday → Ukradziono nam paszporty. To kompletnie zepsuło nam wakacje.
It pełni rolę podmiotu bez znaczenia w wyrażeniach odnoszących się do czasu, pogody, temperatur i odległości: It is ten o’clock. It is snowing outside. → Na zewnątrz pada śnieg. It is over ten miles to the nearest petrol station → To ponad 10 mil do najbliższej stacji benzynowej.
It może odnosić się do osób, jeśli występuje w funkcji identyfikującej: Who is that over there? It's Adam Smith. Is that our waiter? No, it isn't.

### Zaimki osoboweyou,they,onew funkcji nieokreślonych
Zaimki one i you mogą występować w znaczeniu ogólnym, służąc do mówienia ogólnie o ludziach, z mówiącym i słuchającym włącznie: You/one cannot learn a language in two months → Nie można nauczyć się języka w dwa miesiące. One jest bardziej formalne niż you, przez co częściej spotyka się je w piśmie niż w mowie. One kojarzy się popularnie z językiem wyższych klas lub intelektualistów, co jest powodem unikania tego zaimka w mowie potocznej: One has to apply the rules one learnt in the childhood → Należy stosować się do reguł, których nauczyło się w dzieciństwie.
One i you używane są w zdaniach bardzo ogólnych, nieodnoszących się do konkretnych sytuacji, a zdarzających się lub mogących się zdarzyć komukolwiek i w dowolnym czasie: You can usually find people who speak English in Norway → Zwykle można znaleźć ludzi mówiących po angielsku w Norwegii. One/you should knock before going into somebody's room → Należy pukać przed wejściem do czyjegoś pokoju.
One jest zazwyczaj używane w odniesieniu do pojedynczych osób i nie stosuje się go w stosunku do całych grup: In the sixteenth century people believed in witches → W XVI wieku ludzie wierzyli w czarownice ale: you/one must believe in something → Trzeba w coś wierzyć.
One może pełnić w zdaniu funkcję zarówno podmiotu, jak i dopełnienia, istnieje również zaimek dzierżawczy one's: He talks to one like a teacher → On mówi do innych jak nauczyciel.

#### They
Zaimek they ma mniej uogólniające znaczenie niż one lub you. Odnosi się do konkretnej, lecz bliżej niezdefiniowanej grupy, takiej jak np. sąsiedzi, nauczyciele, mieszkańcy miasta, władze itp. They don't like strangers in that town → W tamtym mieście nie lubi się obcych lub W tamtym mieście nie lubią obcych, I bet they put the taxes up next year → Założę się, że w przyszłym roku podniosą podatki.

### Zasada pojedynczego podmiotu
W języku angielskim w funkcji podmiotu może występować albo rzeczownik albo zaimek, nigdy zaś jedno i drugie: My car is parked outside lub It is parked outside. Istnieje wyjątek od tej zasady, jednak tylko dla mowy potocznej: He is not a bad bloke, Sam, They are very polite, your children. W tej sytuacji możliwe jest porzucenie zaimka osobowego na początku: Very polite, your children. Living in the clouds, you lot.
Innym wyjątkiem jest umieszczenie zaimka we lub you przed rzeczownikami: We, women know things that you men will never understand.

### Różne formyyoudla liczby pojedynczej i mnogiej
We współczesnej angielszczyźnie standardowej (ogólnej) zaimka you używa się zarówno w funkcji liczby pojedynczej, jak i mnogiej. W niektórych odmianach regionalnych języka angielskiego istnieją odrębne formy dla obu liczb i formy dopełnienia. I tak w Yorkshire thu lub tha odnosi się do liczby pojedynczej w formie podmiotu, thee dla dopełnienia. W dialektach szkockich i irlandzkich istnieje odrębna forma liczby mnogiej: ye, youse lub yiz. W ogólnej angielszczyźnie amerykańskiej i coraz częściej brytyjskiej formą adresowania do więcej niż jednej osoby jest you folks lub you guys. W południowych stanach USA istnieje forma drugiej osoby l. mn.: you all, używana w celu nadania wyprowadzi uprzejmego i przyjaznego charakteru. Forma ta ma również wariant dzierżawczy y’all’s.

### Wewłączające i wykluczające
Zaimek we może odnosić się zarówno do mówiącego i słuchacza, jak również do grupy osób, do których słuchacz nie jest włączony: Shall we go for a drink? → Pójdziemy na drinka? W tym zdaniu mówiący włącza słuchacze do grupy. Ale:  We're going for a drink. Will you join us? → Idziemy na drinka. Idziesz z nami?

## Zaimki osobowe w funkcji dopełnienia
Używane są we wszystkich innych pozycjach niż podmiot: po czasowniku lub przysłówku.
| Osoba               | Podmiot         | Dopełnienie                       | Przykład                                                          |
| ------------------- | --------------- | --------------------------------- | ----------------------------------------------------------------- |
| 1 os. l.poj.        | I               | me /miː/                          | Help me, please.                                                  |
| 2 os. l. poj. i mn. | you             | you /juː/ /jə/                    | I'll drive you home.                                              |
| 3 os. l. poj.       | - he - she - it | - him /hɪm/ - her /hɜː/ - it /ɪt/ | - She told him the truth. - I loved her. - Leave it away, please. |
| 1 os. l. mn.        | we              | us /ʌs/ /əs/                      | Visit us soon.                                                    |
| 3 os. l. mn.        | they            | them /ðəm/                        | I'm going to phone them.                                          |
| bezosobowy          | one             | one /wʌn/                         | It makes one angry.                                               |

### Użycie w podmiocie
Użycie zaimka w formie dopełnienia jest możliwe również w podmiocie, gdy są nim dwie osoby: Brenda and me are planning to visit you → Planujemy z Brendą cię odwiedzić. Me and the kids spent Sunday in the woods → Ja i dzieciaki spędziliśmy niedzielę w lesie. Taka konstrukcja funkcjonuje jednak wyłącznie w języku potocznym i nie jest akceptowana przez wszystkich użytkowników angielszczyzny. Mimo to konstrukcje te są obecne w mowie ludzi wykształconych, występują np. w powieściach Jane Austen.

### Użycie w funkcji orzecznika
Zaimki me, him, her itp. używane są również orzecznikowo po be oraz w krótkich odpowiedziach, zwłaszcza w mowie potocznej: Who said thay? It was him, a nawet him. W stylu formalnym odpowiedzią jest He did. Użycie formy podmiotowej zaimka po czasowniku be jest możliwe, lecz uważane za przesadnie formalne i uważane za hiperpoprawne.
Po as i than w języku potocznym używa się częściej zaimków w formie dopełnienia: My son is nearly as tall as me. He can run faster than her. W stylu formalnym używa się zaimków w formie podmiotu i czasownika posiłkowego bądź operatora: He can jump as high as she does → On potrafi skakać tak wysoko jak ona. Po wyrazie but w znaczeniu „oprócz” i except („z wyjątkiem”) używa się zaimków osobowych w formie dopełnienia: Nobody but her knew the answer → Nikt oprócz niej nie znał odpowiedzi.

### Konstrukcjait was me that
W wyrażeniach typu It was ... that... możliwe są dwie opcje:
- zaimek w formie dopełnienia + that: It was her that needs help → To ona potrzebuje pomocy
- zaimek w formie podmiotu + who: It was I who asked for help → To ja prosiłem o pomoc

W podmiocie, po którym występuje konstrukcja bezokolicznikowa możliwe jest użycie zaimka w formie dopełnienia: It's for him to choose → To on będzie wybierał.

### usw znaczeniume
Zaimek w formie dopełnienia us stosuje się w mowie potocznej jako zamiennik me albo I: Give us the key, please → daj mi klucz, proszę.

### Thou
Starą formą zaimka you był zaimek thou (dopełnienie thee). Forma ta już w renesansie była zastępowana przez you; u Szekspira spotyka się obie formy . Obecnie thou spotyka się w poezji, stylizacji np. na język biblijny (Thou shalt not kill) itp.

## Zaimki i przymiotniki dzierżawcze

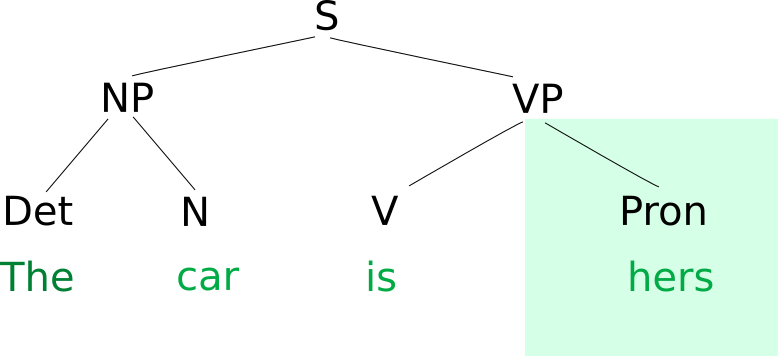
Miejsce zaimka jako orzecznik

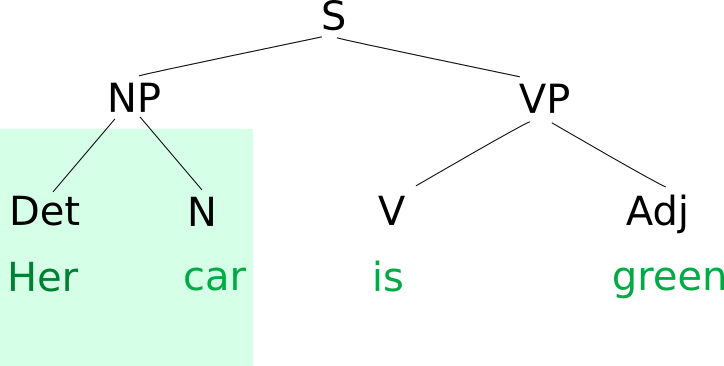
Miejsce zaimka jako przydawka

W języku angielskim istnieją dwa rodzaje zaimków dzierżawczych. Jako że zaimki my, your występują w formie przydawki i na miejscu, jakie zwykle zajmuje przymiotnik, formy te są często nazywane przymiotnikami dzierżawczymi lub określnikami (determiners). Brytyjski gramatyk normatywny Michael Swan kwestionuje określanie ich mianem przymiotników, uważając, że również one pełnią funkcję zaimków, gdyż odpowiadają frazie dzierżawczej, i tak my second wife oznacza drugą żonę mówiącego. Oto lista przymiotników i zaimków dzierżawczych:
| Osoba               | Przymiotnik dzierżawczy               | Zaimek dzierżawczy                      |
| ------------------- | ------------------------------------- | --------------------------------------- |
| 1 os. l. poj.       | my /maɪ/                              | mine /maɪn/                             |
| 2 os. l. poj. i mn. | your /jɔː/ /jə/                       | yours /jɔːz/                            |
| 3 os. l. poj.       | - his /hɪz/ - her / /hɜː/ - its /ɪts/ | - his /hɪz/ - hers / /hɜːz/ - its /ɪts/ |
| 1 os. l. mn.        | our /ˈaʊə/                            | ours /ˈaʊəz/                            |
| 3 os. l. mn.        | their /ðeə/                           | theirs /ðeəz/                           |

### Użycie zaimków i określników
Zaimki dzierżawcze nie są używane z innymi określnikami, jak np. przedimkami lub zaimkami wskazującymi. Jeśli mówiący chce mimo wszystko użyć innego determinera, użyje struktury the... of mine: A friend of mine has invited me to Ilfracombe → Jeden z moich przyjaciół zaprosił mnie do Ilfracombe
Przedimki są niekiedy używane zamiast zaimków. Zdarza się to we frazach przysłówkowych, które odnoszą się do podmiotu lub dopełnienia, głównie, gdy jest mowa o bólu, uderzeniu i innych rzeczach, które mogą przytrafić się ludzkiemu ciału: The ball hit him on the head → Piłka uderzyła go w głowę. W innych przypadkach używa się zaimków: She has a parrot on her shoulder – Ona ma papugę na ramieniu.

### Zaimkimine,yoursetc.
Są to zaimki podobne do my, your itp., ale używane są bez rzeczownika:
- This is my watch → To jest mój zegarek ale: That watch is mine → Ten zegarek jest mój.
- Which is your car? → Który to twój samochód? ale: Which car is yours? → Które auto jest twoje?

Zaimków dzierżawczych nie używa się wraz z przedimkami. np. the mine. Zaimkowi one's musi towarzyszyć przymiotnik own: It is nice to have a flat of one's own → Miło jest mieć własne mieszkanie.

### Konstrukcjaa ... of mine/yoursetc.
O ile określnik nie może występować wraz z zaimkiem w funkcji przydawki, np. the my car, istnieje struktura pozwalająca na użycie przedimka (określonego bądź nie) lub innego określnika, np. zaimka wskazującego, wraz z zaimkiem dzierżawczym: 
| Przedimek | Rzeczownik | of | zaimek dzierżawczy |
| --------- | ---------- | -- | ------------------ |
| a         | friend     | of | mine               |
| that      | brother    | of | hers               |
| no        | business   | of | yours              |

Konstrukcja ta jest wariantem innej, bez zaimka dzierżawczego: a friend of my father, a room of my own.

## Zaimki wskazujące
W języku angielskim używa się następujących zaimków wskazujących: this, that, these i those. This i these używa się do osób, zjawisk i przedmiotów, które są blisko mówiącego:

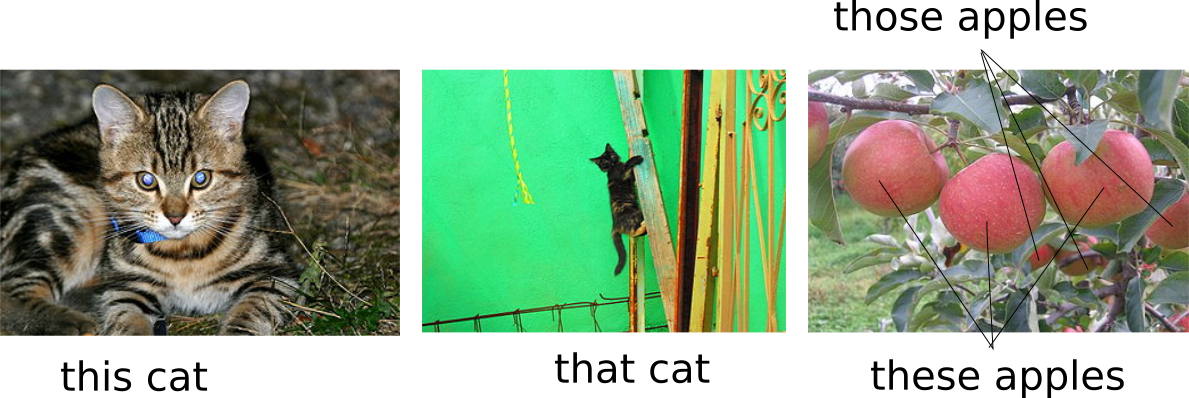

- I don't know what I am doing in this country → Nie wiem, co robię w tym kraju
- Get this cat off my knees → Zdejmij mi z kolan tego kota. Ale: Get that cat off the piano → Weź tego kota z pianina.

### thisithatprzy określaniu czasu

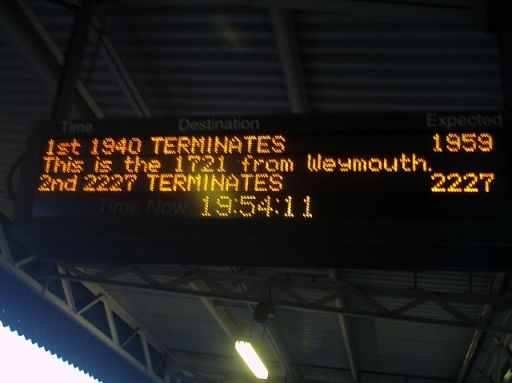
Zapowiedź pociągu na stacji Bristol Temple Meads. Pociąg ma dopiero przyjechać, więc zastosowano formę this.

This i these odnoszą się do rzeczy, które właśnie trwają albo mają się wkrótce zacząć: Listen to this. You'll like it. Watch this. This is a police message.
That i those odnoszą się do sytuacji, które właśnie się zakończyły albo które są bardziej odległe w czasie: That was nice. What was it? → To było ładne. Co to było? Did you see that? → Widziałeś to? Who said that? → Kto to powiedział? That może oznaczać również, że coś się zakończyło: That's it. Nice to have met you, I am leaving → Dobra, było fajnie, na razie.

### Inne zastosowania zaimków wskazujących
- Zaimków wskazujących this i these używa się do okazania akceptacji: Now tell me about this new boyfriend of yours → A teraz opowiedz mi o tym twoim chłopaku. That i those oznacza odrzucenie, brak akceptacji[23]: I don't like that boyfriend of yours → Nie lubię tego twojego chłopaka.
- Przy przedstawianiu się w rozmowach telefonicznych, w stosunku do własnej osoby mówiący używa this a w stosunku do rozmówcy – that (Amerykanie również this)[24]: This is Pat. Who is that?
- W stylu formalnym that i those może zastępować the ones[23]: A dog's intelligence is allegedly bigger than that of a cat → Inteligencja psa jest rzekomo większa niż u kota.
- W mowie potocznej this i that może mieć takie samo znaczenie jak so: I didn't realise it was going to be this hot → Nie zdawałem sobie sprawy, że może być aż tak gorąco.

## Zaimki zwrotne
Używane są do zaznaczenia wykonywania czynności przez podmiot na samym sobie. Używa się do tego celu partykuły o konstrukcji zaimek w formie dopełnienia + self w liczbie pojedynczej lub selves w liczbie mnogiej:
| myself                 | ourselves  |
| yourself               | yourselves |
| himself/herself/itself | themselves |

Jest to jedyny przypadek w języku, gdy druga osoba liczby pojedynczej różni się od liczby mnogiej. W przypadku zaimka nieokreślonego one obowiązuje forma oneself: It's sometimes a good idea to see oneself through the eyes of one's enemy → Czasem dobrze jest zobaczyć siebie samego oczyma swego wroga.

### Funkcje zaimków zwrotnych
- Służą do podkreślenia, że podmiot i dopełnienie w zdaniu są tożsame[27]: I`ve cut myself shaving → Zaciąłem się przy goleniu. You must get yourself a pair of socks → Musisz sobie kupić parę skarpetek. Zaimki zwrotne mogą odnosić się do zaimków osobowych i w dopełnieniu[28]:  His book is all about himself → Jego książka jest o nim samym. I love you for yourself, not for your car → kocham cię jako ciebie, nie dla twojego auta.
- Mogą służyć do wyrażenia emfazy, oznaczającej „sam”, „samemu” → Do it yourself → Zrób to sam. The President himself is to take the floor about this issue→ Sam prezydent ma zabrać głos w tej sprawie.
- Po przyimkach as, like, but (for), except (for) są czasem używane zamiast zaimków osobowych w funkcji dopełnienia[29]: Everybody came late except myself → Wszyscy się spóźnili oprócz mnie.
- By myself oznacza „samodzielnie”, „na własną rękę”[25]: I can do it by myself → Mogę to zrobić własnym sumptem.
- Nie istnieją zaimki zwrotne dzierżawcze, zamiast nich używa się zaimka own: I took her with my own car → Wziąłem ją moim własnym autem.

Zaimków zwrotnych nie używa się w relacjach wzajemnych (reciprocal). Używa się wtedy each other, w l. mn one another.
- They washed themselves = umyli się (każdy siebie)
- They washed each other = umyli się (wzajemnie)

## Zaimki nieokreślone
W języku angielskim istnieje pewna określona grupa słów, będąca zaimkami nieokreślonymi, określnikami i przysłówkami. Do grupy tej należą wyrazy złożone z some, any, no i drugiej części: thing, body, one, where:
|       | some –    | any-     | no-     |
| ----- | --------- | -------- | ------- |
| body  | somebody  | anybody  | nobody  |
| one   | someone   | anyone   | no-one  |
| thing | something | anything | nothing |
| where | somewhere | anywhere | nowhere |

Wszystkie zaimki zachowują się tak samo w zdaniach. Zaimki zaczynające się od some używane są w zdaniach twierdzących: Somebody must clean up that bloody mess → Ktoś musi posprzątać ten bajzel. Zaimki rozpoczynające się od any używane są w pytaniach lub zdaniach przeczących: Got anything to drink? → Masz coś do picia? Can't find it anywhere → Nie mogę tego nigdzie znaleźć. Wszystkie te wyrazy są w liczbie pojedynczej: Everybody likes her → Wszyscy ją lubią.  Mimo to, często do zaimka odnosi się they: If anybody wants coffee, they can grab a cup from the coffee table → Jeśli ktoś chce kawy, może sobie wziąć filiżankę ze stolika.

### Somebodyasomeone
Nie ma większej różnicy między someone, anyone a somebody, anybody, nobody a no one. Formy zakończone na -one są częściej spotykane w języku pisanym, -body spotyka się częściej w języku mówionym.

### Someianyw funkcji zaimków
Wyrazy some, any i no noszą angielską nazwą quantity words i najczęściej przyjmują w zdaniu funkcję określnika (determinera): some apples, any students. Istnieje jednak inny zakres użycia tych słów, mianowicie jako zaimki. W tej funkcji albo występuje za nimi of albo występują samodzielnie w funkcji podmiotu, dopełnienia itp. Some of my friends are married, some (of them) are single → Niektórzy z moich przyjaciół są żonaci (zamężne), niektórzy nie. Some of this tea is Chinese, some (of it) is Indian → Część tej herbaty jest chińska, część indyjska.

## Zaimki względne
Zaimki względne w języku angielskim to: who, whom, whose, which, where. Występują one wyłącznie w zdaniach podrzędnie złożonych, gdzie mogą pełnić rolę podmiotu albo dopełnienia

### Zaimek względny jako podmiot
W zdaniu, którego podmiotem jest osoba, zaimek who lub that łączy dwie różne informacje o osobie. Zdania te połączone są zaimkiem who, zastępującym zaimki osobowe w formie podstawowej you, he, she itp.
1. There's the doctor → Oto lekarz
2. She used to live next door → Ona mieszkała obok
3. There is the doctor WHO used to live next door → Oto lekarka, która kiedyś mieszkała obok mnie.

W powyższym zdaniu możliwe jest również użycie zaimka względnego that. Zaimek who uchodzi w tym kontekście za bardziej właściwy, choć możliwe jest również użycie zaimka that, o ile podmiotem nie jest nazwisko osoby: I spoke to Mr Jack De'ath, who owns the paper shop.
W zdaniach, w których podmiot jest rzeczą, możliwy jest zaimek that lub which, zastępując it lub they:
1. I'm writing about a hard disc drive → Piszę o twardym dysku
2. It does not work properly → On nie działa właściwie
3. I'm writing about a hard disc drive WHICH is not working properly → Piszę o twardym dysku, który nie działa właściwie.

Zaimek that jest częściej spotykany w języku mówionym.

### Zaimek względny jako dopełnienie
Zaimek względny występuje na początku zdania podrzędnego, nawet jeśli występuje w funkcji dopełnienia:
1. There's the doctor → Oto lekarz
2. I met him yesterday → Widziałem go wczoraj
3. There's the doctor THAT/WHO/WHOM I met yesterday → Oto lekarz, którego wczoraj widziałem.

Zaimek whom jest rzadki, ale postrzegany jako bardziej poprawny niż who.
1. I'm writing about a tablet → Piszę o tablecie
2. I bought it in this store → Kupiłem go w tym sklepie
3. I'm writing about a tablet THAT/WHICH/Ø I bought in this store → Pisze o tablecie, który kupiłem w tym sklepie.

### Ominięcie zaimka względnego
Zaimek względny może być pominięty, jeśli znajduje się w funkcji dopełnienia – czasem nazywa się go zaimkiem zerowym.

### Zaimek względnywhose
Zaimek whose zastępuje his, her lub their: 
1. I have a friend → Mam kolegę
2. His father is a policeman → Jego ojciec jest policjantem
3. I have a friend WHOSE father is a policeman → Mam kolegę, którego ojciec jest policjantem.

## Zaimki pytające
W języku angielskim noszą również nazwę Wh words. Są to what, who, when, whose. Pytania, które niektóre polskie gramatyki uznają za zaimki, np. where, when. why, how są przez angielskie gramatyki uważane za przysłówki

### Who
- Who said that? I did. → Kto tak powiedział? Ja.

Odnosi się do osób. W funkcji zaimka w dopełnieniu może przyjmować formę whom, jednak obecnie jest ona rzadka i uważana za formalną. To whom did I give our tickets? → Komu dawałem nasze bilety?

### Whose
Jest zaimkiem dzierżawczym – występuje w pytaniu o właściciela. Whose is this book? Mine.

### What
Występuje w pytaniach o nie-osobę: rzecz, zjawisko, stan. What are you reading?? A Swedish detective story by Henning Mankell → Co czytasz? Szwedzki kryminał Henninga Mankella.

### Which
Używa się zamiast who w odniesieniu do osób i zamiast what w odniesieniu do nie-osób w sytuacji, kiedy jest ograniczona możliwość wyboru lub z góry ustalona liczba elementów, spośród których można wybierać. Which of Anne Holt's books have you read? 1222. → Którą z książek Anne Holt czytałeś? 1222.